# 天园十二
天园十二（波江座υ2）是位于波江座的恒星，其视星等为3.804。